# Christian Schebitz
Pour les articles homonymes, voir Schebitz.
Chrisian Schebitz, né le 9 novembre 1962  est un pilote de bobsleigh allemand.

## Palmarès

### Coupe du monde
- 1 globe de cristal : 
  - Vainqueur du classement bob à 2 en 1990.